# جون شميت (ملحن)
جون شميت (بالإنجليزية: Jon Schmidt)‏ هو ملحن وعازف بيانو أمريكي، ولد في 9 يوليو 1966 في سولت ليك في الولايات المتحدة.

## وصلات خارجية
- الموقع الرسمي
- جون شميت على موقع ميوزك برينز (الإنجليزية)
- جون شميت على موقع ديسكوغز (الإنجليزية)